# Масловское сельское поселение (Орловская область)
Масловское се́льское поселе́ние — упразднённое муниципальное образование в Орловском районе Орловской области Российской Федерации.
Административный центр — село Маслово

## История
Статус и границы сельского поселения установлены Законом Орловского области от 28 декабря 2004 года № 466-ОЗ «О статусе, границах и административных центрах муниципальных образований на территории Орловского района Орловской области».
Законом Орловской области от 04.05.2021 № 2596-ОЗ к 15 мая 2021 года упразднено в связи с преобразованием муниципального района в муниципальный округ.

## Население
| 2010 | 2012 | 2013 | 2014 | 2015 | 2016 | 2017 |
| ---- | ---- | ---- | ---- | ---- | ---- | ---- |
| 729  | ↘726 | ↘718 | ↘715 | ↘699 | ↗704 | ↘688 |
| 2018 | 2019 | 2020 | 2021 |      |      |      |
| ↘686 | ↘675 | ↘665 | ↗705 |      |      |      |

## Состав сельского поселения
| № | Населённый пункт | Тип населённого пункта       | Население |
| - | ---------------- | ---------------------------- | --------- |
| 1 | Бобровка         | деревня                      | 51        |
| 2 | Маслово          | село, административный центр | ↗667      |
| 3 | Пятницкий        | посёлок                      | 1         |
| 4 | Щучье            | деревня                      | 9         |